# 上落合 (新宿区)
上落合（かみおちあい）は、東京都新宿区の町名。現行の行政地名は上落合一丁目から三丁目。住居表示実施済み区域である。

## 地理
新宿区の北西部に位置する。町域北部は妙正寺川に接しこれを境に、新宿区中落合に接している。北東部は新宿区下落合にも接している。東部は、神田川に接しこれを境に、新宿区高田馬場に接する。南部は、早稲田通りに接し、これを境に中野区東中野に接する。西部は、中野区上高田に接する。二丁目と三丁目の境を山手通りが縦断している。町域内は主に住宅地として利用される。

### 河川
- 妙正寺川
- 神田川

### 地価
住宅地の地価は、2025年（令和7年）1月1日の公示地価によれば、上落合1-28-9の地点で71万円/m2となっている。

## 世帯数と人口
2025年（令和7年）3月1日現在（新宿区発表）の世帯数と人口は以下の通りである。
| 丁目         | 世帯数     | 人口     |
| ------------ | ---------- | -------- |
| 上落合一丁目 | 3,532世帯  | 5,478人  |
| 上落合二丁目 | 3,411世帯  | 4,904人  |
| 上落合三丁目 | 3,376世帯  | 4,743人  |
| 計           | 10,319世帯 | 15,125人 |

### 人口の変遷
国勢調査による人口の推移。
| 年                 | 人口   |
| ------------------ | ------ |
| 1995年（平成7年）  | 13,749 |
| 2000年（平成12年） | 14,408 |
| 2005年（平成17年） | 15,243 |
| 2010年（平成22年） | 15,409 |
| 2015年（平成27年） | 14,987 |
| 2020年（令和2年）  | 15,476 |

### 世帯数の変遷
国勢調査による世帯数の推移。
| 年                 | 世帯数 |
| ------------------ | ------ |
| 1995年（平成7年）  | 7,401  |
| 2000年（平成12年） | 8,268  |
| 2005年（平成17年） | 8,809  |
| 2010年（平成22年） | 9,654  |
| 2015年（平成27年） | 9,584  |
| 2020年（令和2年）  | 10,191 |

## 学区
区立小・中学校に通う場合、学区は以下の通りとなる（2018年8月時点）。
| 丁目         | 番地 | 小学校                 | 中学校                   |
| ------------ | ---- | ---------------------- | ------------------------ |
| 上落合一丁目 | 全域 | 新宿区立落合第二小学校 | 新宿区立新宿西戸山中学校 |
| 上落合二丁目 | 全域 | 新宿区立落合第二小学校 | 新宿区立新宿西戸山中学校 |
| 上落合三丁目 | 全域 | 新宿区立落合第五小学校 | 新宿区立落合第二中学校   |

## 経済

### 産業
企業
- オーバル本社
- 日本食研新宿支店・新宿営業所

#### 事業所
2021年（令和3年）現在の経済センサス調査による事業所数と従業員数は以下の通りである。
| 丁目         | 事業所数  | 従業員数 |
| ------------ | --------- | -------- |
| 上落合一丁目 | 133事業所 | 1,026人  |
| 上落合二丁目 | 170事業所 | 1,388人  |
| 上落合三丁目 | 108事業所 | 1,121人  |
| 計           | 411事業所 | 3,535人  |

##### 事業者数の変遷
経済センサスによる事業所数の推移。
| 年                 | 事業者数 |
| ------------------ | -------- |
| 2016年（平成28年） | 413      |
| 2021年（令和3年）  | 411      |

##### 従業員数の変遷
経済センサスによる従業員数の推移。
| 年                 | 従業員数 |
| ------------------ | -------- |
| 2016年（平成28年） | 3,228    |
| 2021年（令和3年）  | 3,535    |

### 地主・家主
『日本紳士録』によると、上落合の地主・家主は、高山、中村、福室姓の人物がいる。

## 交通

### 鉄道
| 隣接する街区の駅                                                                              |
| --------------------------------------------------------------------------------------------- |
| 西武新宿線 - 下落合駅(SS 03) 西武新宿線 大江戸線 - 中井駅(SS 04) (E 32) 東西線 - 落合駅(T 02) |

町域内の北西部には西武新宿線・都営地下鉄大江戸線中井駅が、北東部には西武新宿線の下落合駅がある。
南西部には、東京メトロ東西線落合駅がある。早稲田通り沿いなどにバスの便もありこれを利用するものもいる。

## 施設
- 落合水再生センター（下水処理場）
- 落合中央公園およびせせらぎの里公苑（いずれも、落合水再生センターの人工地盤上の施設）
- 東京博善落合斎場

## 出身・ゆかりのある人物

### 政治・経済
- 宇田川銀之助（酒醬油業、神田区会議員） - 上落合村の名主をつとめた福室藤左衛門の三男[19]。
- 福室郷次（共立土地建物社長）
- 福室鏻太郎（共立土地建物監査役、淀橋区会議員）

### 文化
- 岡本麻弥（声優、女優、歌手）
- 富小路禎子（歌人）

### 居住者
- 神近市子（社会運動家、衆議院議員）
- 辻潤（思想家、晩年在住、同地アパートで餓死）
- 安藤一郎（詩人）
- 今野大力（詩人）
- 川路柳虹（詩人）
- 壺井繁治（詩人）
- 野川隆（詩人）
- 芹沢光治良（小説家）
- 武田麟太郎（小説家）
- 壺井栄（小説家）
- 吉川英治（著述業）[20]

## その他

### 日本郵便
- 郵便番号 : 161-0034[3]（集配局 : 落合郵便局[21]）。